# الحروب الصليبية على أراغون
الحملة الصليبية على أراغون أو الحرب الصليبية على أراغون هي الجزء الأكبر من ثورة صلاة الغروب الصقلية التي أعلن عنها البابا مارتين الرابع ضد ملك أراغون بيتر الثالث العظيم ما بين 1284 و1285، وذلك بعدما قامت أراغون بغزو صقلية مما دفع بمارتين الرابع إلى إعلان الحملة الصليبية رسميا ضد بيتر وذلك على أساس أن صقلية كانت إقطاعية بابوية: جدير بالذكر هنا أن بيدور الثاني جد بيدرو الثالث كان قد سلّم المملكة باعتبارها إقطاعية تابعة للكرسي الرسولي.
تسببت الحملة الصليبية في اندلاع حرب أهلية داخل أراغون خاصة بعدما انضم شقيق الملك خايمي الثاني من مايوركا إلى الجيوش الفرنسية. ورث خايمي هذا مقاطعة روسيون وبالتالي كان حجرة عثرة بين الملك الفرنسي وملك أراغون؛ لكن وبالرغم من كل هذا فقد ورث بيتر بدلا من جيمس الميراث باعتباره الابن الأصغر وقد حصد نتيجة هذا التنافس خسائر ومخلفات الحملة الصليبية.
تم اتهام ألفونسو الثالث بالدفاع عن الحدود مع مملكة نبرة التي كان يحكمها فيليب الثالث ابن فيليب الرابع، على الرغم من أن بيتر كان يخشى غزو واسع النطاق لنبرة.
في 1284 وصلت أول الجيوش الفرنسية تحت إمرة فيليب شارل ثم دخلت فيما بعد رويسلان حيث ضمت تلك الجيوش 16,000 فارس و17,000 إلى 100,000 من المشاة جنبا إلى جنب مع 100 سفينة استقرت في جنوب الموانئ الفرنسية. على الرغم من أن بيتر دعم السكان المحليين إلا أنهم ثاروا ضده وحاولوا إسقاط عرشه مما دفع به إلى الإعلان عن استسلام أراغون في وجه تلك الحملات الصليبية.